# Исправненское сельское поселение
Исправненское се́льское поселе́ние — муниципальное образование в Зеленчукском районе Карачаево-Черкесии Российской Федерации.
Административный центр — станица Исправная.

## История
Статус и границы сельского поселения установлены Законом Карачаево-Черкесской Республики от 6 марта 2006 года № 13-РЗ «от 24 февраля 2004 года № 84-РЗ «Об административно-территориальном устройстве Карачаево-Черкесской Республики»

## Население
| 2002  | 2010  | 2012  | 2013  | 2014  | 2015  | 2016  |
| ----- | ----- | ----- | ----- | ----- | ----- | ----- |
| 5426  | ↘4939 | ↘4826 | ↘4721 | ↘4659 | ↘4621 | ↘4568 |
| 2017  | 2018  | 2019  | 2020  | 2021  | 2023  | 2024  |
| ↘4462 | ↘4422 | ↘4401 | ↘4350 | ↗5049 | ↘5010 | ↘4980 |
| 2025  |       |       |       |       |       |       |
| ↗4991 |       |       |       |       |       |       |

## Состав сельского поселения
| № | Населённый пункт   | Тип населённого пункта          | Население |
| - | ------------------ | ------------------------------- | --------- |
| 1 | Исправная          | станица, административный центр | ↗4429     |
| 2 | Ново-Исправненский | хутор                           | ↘421      |
| 3 | Фроловский         | хутор                           | ↗199      |